# Sesmaria
Une sesmaria était une concession de terres, accordée au Brésil par le gouvernement portugais, avec pour objectif de développer l'agriculture, l'élevage et, plus tard, également la culture du café et du cacao. En même temps, il s'agissait d'un moyen de peuplement du territoire et de récompenser les nobles, navigateurs ou militaires pour services rendus à la couronne. Le système des sesmarias au Brésil était un prolongement du système juridique portugais. 
Il s'agit d'une institution juridique qui réglementait la distribution de terres destinées à la production : l'État, de formation trop récente, n'avait pas la capacité d'organiser la production vivrière, il décida donc de déléguer cette fonction à des particuliers. Ce système apparut au Portugal au XIVe siècle, avec la loi des sesmarias (pt) de 1375, créée pour lutter contre la crise agricole et économique dont souffrait le pays et toute l'Europe, et que la peste noire avait aggravée.
Quand s'est réalisée la conquête du territoire brésilien à partir de 1530, l'État portugais décida d'utiliser le système sesmarial outre-mer, avec quelques adaptations.
À partir du moment où arrivent au Brésil les capitaines-donataires, titulaires des capitaineries héréditaires, la distribution de terres à des sesmeiros devient une priorité, puisque c'est la sesmaria qui devait garantir le développement de la culture du sucre dans la colonie.
La principale fonction du système de sesmarias est d'encourager la production et cela apparaissait clairement dans son statut juridique. Quand le titulaire de la propriété ne commençait pas la production dans les délais fixés, son droit de possession pouvait être annulé.
C'est la distribution des terres qui est à l'origine du système sesmarial, une forme qui s'est diffusée dans le sud du Portugal à partir du XIIIe siècle et qui s'est transformée en vraie politique de peuplement, s'élargissant aux colonies. La mise en place d'un Conseil municipal rendait nécessaire la distribution de ses terres aux habitants. Pour mettre un frein aux prétentions territoriales exagérées, s'est généralisée à cette époque l'utilisation d'une variante de l'ancien principe gréco-romain du bail emphytéotique, connue sous le nom de sesmaria.
Le bail emphytéotique est un contrat d'aliénation territoriale qui divise la propriété d'un bien immobilier en deux types de domaine : le domaine éminent, ou direct, et le domaine utile, ou indirect. En signant pour un bien un bail emphytéotique, le propriétaire de plein droit ne le transfère pas intégralement à un tiers. Ce qu'il cède, c'est seulement son domaine utile, c'est-à-dire le droit d'utiliser le bien immobilier et de lui apporter des améliorations, en retenant pour lui-même, néanmoins, en dernière instance le domaine direct, la propriété. En échange du domaine indirect qui lui est accordé, le bénéficiaire accepte une série de conditions qui lui sont imposées, et il s'oblige également à verser une pension annuelle au propriétaire du domaine direct, se mettant ainsi dans une situation de redevancier. Si les conditions du contrat ne sont pas exécutées, le domaine utile retourne au détenteur du domaine direct.
Ce que singularisait la sesmaria par rapport au traditionnel contrat emphytéotique c'était qu'à la différence de l'obligation de payer un loyer, ce qu'on exigeait était la mise en culture de la terre dans un temps déterminé. On cherchait, par cela à garantir l'utilisation productive de la terre et le succès de l'effort de peuplement.
Avec l'expansion maritime portugaise, l'institution de la sesmaria a été transposée dans les territoires conquis. Il est impossible de comprendre le processus d'appropriation des terres au Brésil pendant la période coloniale sans faire référence au système sesmarial, qui n'a été aboli qu'à la veille de l'Indépendance et dont l'incidence sur la structure agraire du pays s'est fait longtemps sentir car elle a fortement influencé l'organisation sociale et l'organisation du travail au Brésil, fondé sur le modèle du latifundium, combinant monoculture et l'esclavagisme. On la sent encore aujourd'hui.

## Source
- (pt) Cet article est partiellement ou en totalité issu de l’article de Wikipédia en portugais intitulé « Sesmaria » (voir la liste des auteurs).